# Mouna Khriji
Mouna Khriji (Tunisi, 29 dicembre 1976) è un'ex cestista tunisina.

## Carriera
Con la Tunisia ha disputato i Campionati mondiali del 2002.